# Саудовская Аравия на летних Олимпийских играх 2016
Саудовская Аравия на летних Олимпийских играх 2016 года была представлена 11 спортсменами в 5 видах спорта. На церемонии открытия Игр право нести национальный флаг было доверено дзюдоисту, участнику чемпионата мира 2015 года Сулейману Хамаду, а на церемонии закрытия флаг нёс волонтёр соревнований. Впервые с Игр 2000 года спортсмены Саудовской Аравии не были представлены в соревнованиях в конкуре, который принёс стране две из трёх медалей за всю историю выступлений.

## Состав сборной
Дзюдо
1. Сулайман Хамад
2. Джуд Фахми

 Лёгкая атлетика
1. Абдулла Абкар
2. Тарик Аль-Амри
3. Султан Аль-Дауди
4. Мухлид Аль-Отаиби
5. Кариман Абдуладаэль
6. Сара Аттар

 Стрельба
1. Аталла Аль-Анази

 Тяжёлая атлетика
1. Мохсен Аль-Духайлиб

 Фехтование
1. Лубна Аль-Омаир

## Результаты соревнований

### Дзюдо
Соревнования по дзюдо проводились по системе с выбыванием. В утешительные раунды попадали спортсмены, проигравшие полуфиналистам турнира. Два спортсмена, одержавших победу в утешительном раунде, в поединке за бронзу сражались с дзюдоистами, проигравшими в полуфинале.
Мужчины
| Категория | Спортсмены     | 1/32 финала        | 1/16 финала                | 1/8 финала           | Четвертьфинал        | Полуфинал            | Финал                | Место |
| Категория | Спортсмены     | Соперник Результат | Соперник Результат         | Соперник Результат   | Соперник Результат   | Соперник Результат   | Соперник Результат   | Место |
| --------- | -------------- | ------------------ | -------------------------- | -------------------- | -------------------- | -------------------- | -------------------- | ----- |
| до 66 кг  | Сулайман Хамад | Не участвовал      | MGLД. Тумурхулэг П 000:100 | Завершил выступление | Завершил выступление | Завершил выступление | Завершил выступление | 17    |

Женщины
| Категория | Спортсмены | 1/16 финала               | 1/8 финала            | Четвертьфинал         | Полуфинал             | Финал                 | Место |
| Категория | Спортсмены | Соперник Результат        | Соперник Результат    | Соперник Результат    | Соперник Результат    | Соперник Результат    | Место |
| --------- | ---------- | ------------------------- | --------------------- | --------------------- | --------------------- | --------------------- | ----- |
| до 52 кг  | Джуд Фахми | MRIК. Леджентил П 000:100 | Завершила выступление | Завершила выступление | Завершила выступление | Завершила выступление | 17    |

### Лёгкая атлетика
Мужчины
Беговые дисциплины
| Дисциплина         | Спортсмен         | Предварительный раунд | Предварительный раунд | Предварительный раунд | Четвертьфиналы | Четвертьфиналы | Четвертьфиналы | Полуфиналы    | Полуфиналы    | Полуфиналы    | Финал | Финал |
| Дисциплина         | Спортсмен         | Забег                 | Время                 | Место                 | Забег          | Время          | Место          | Забег         | Время         | Место         | Время | Место |
| ------------------ | ----------------- | --------------------- | --------------------- | --------------------- | -------------- | -------------- | -------------- | ------------- | ------------- | ------------- | ----- | ----- |
| бег на 800 метров  | Абдулла Абкар     |                       |                       |                       |                |                |                |               |               |               |       |       |
| бег на 5000 метров | Тарик Аль-Амри    |                       |                       |                       | не проводится  | не проводится  | не проводится  | не проводится | не проводится | не проводится |       |       |
| бег на 5000 метров | Мухлид Аль-Отаиби |                       |                       |                       | не проводится  | не проводится  | не проводится  | не проводится | не проводится | не проводится |       |       |

Технические дисциплины
| Дисциплина    | Спортсмен        | Квалификация | Квалификация | Финал     | Финал |
| Дисциплина    | Спортсмен        | Результат    | Место        | Результат | Место |
| ------------- | ---------------- | ------------ | ------------ | --------- | ----- |
| метание диска | Султан Аль-Дауди |              |              |           |       |

Женщины
Беговые дисциплины
| Дисциплина        | Спортсмен           | Предварительный раунд | Предварительный раунд | Предварительный раунд | Четвертьфиналы | Четвертьфиналы | Четвертьфиналы | Полуфиналы | Полуфиналы | Полуфиналы | Финал | Финал |
| Дисциплина        | Спортсмен           | Забег                 | Время                 | Место                 | Забег          | Время          | Место          | Забег      | Время      | Место      | Время | Место |
| ----------------- | ------------------- | --------------------- | --------------------- | --------------------- | -------------- | -------------- | -------------- | ---------- | ---------- | ---------- | ----- | ----- |
| бег на 800 метров | Кариман Абдуладаэль |                       |                       |                       |                |                |                |            |            |            |       |       |

 Шоссейные дисциплины
| Дисциплина | Спортсмен  | Время | Место | Отставание |
| ---------- | ---------- | ----- | ----- | ---------- |
| марафон    | Сара Аттар |       |       |            |

### Стрельба
В январе 2013 года Международная федерация спортивной стрельбы приняла новые правила проведения соревнований на 2013—2016 года, которые, в частности, изменили порядок проведения финалов. Во многих дисциплинах спортсмены, прошедшие в финал, теперь начинают решающий раунд без очков, набранных в квалификации, а финал проходит по системе с выбыванием. Также в финалах после каждого раунда стрельбы из дальнейшей борьбы выбывает спортсмен с наименьшим количеством баллов. В скоростном пистолете решающие поединки проходят по системе попал-промах. В стендовой стрельбе добавился полуфинальный раунд, где определяются по два участника финального матча и поединка за третье место.
Мужчины
| Соревнование                       | Спортсмены       | Квалификация | Квалификация | Полуфинал     | Полуфинал     | Финал                | Финал                |
| Соревнование                       | Спортсмены       | Результат    | Место        | Результат     | Место         | Соперник/ Результат  | Место                |
| ---------------------------------- | ---------------- | ------------ | ------------ | ------------- | ------------- | -------------------- | -------------------- |
| пневматический пистолет, 10 метров | Аталла Аль-Анази | 573          | 32           | не проводится | не проводится | завершил выступление | завершил выступление |
| пистолет, 50 метров                | Аталла Аль-Анази | 550          | 20           | не проводится | не проводится | завершил выступление | завершил выступление |

### Тяжёлая атлетика
Каждый НОК самостоятельно выбирает категорию в которой выступит её тяжелоатлет. В рамках соревнований проводятся два упражнения — рывок и толчок. В каждом из упражнений спортсмену даётся 3 попытки. Победитель определяется по сумме двух упражнений. При равенстве результатов победа присуждается спортсмену, с меньшим собственным весом.
Мужчины
| Категория | Спортсмены          | Вес   | Рывок | Рывок | Рывок | Толчок | Толчок | Толчок | Всего | Место |
| Категория | Спортсмены          | Вес   | 1     | 2     | 3     | 1      | 2      | 3      | Всего | Место |
| --------- | ------------------- | ----- | ----- | ----- | ----- | ------ | ------ | ------ | ----- | ----- |
| до 69 кг  | Мохсен Аль-Духайлиб | 68,96 | 128   | 135   | 137   | 162    | 171    | 171    | 297   | 16    |

### Фехтование
В индивидуальных соревнованиях спортсмены сражаются три раунда по три минуты, либо до того момента, как один из спортсменов нанесёт 15 уколов. В командных соревнованиях поединок идёт 9 раундов по 3 минуты каждый, либо до 45 уколов. Если по окончании времени в поединке зафиксирован ничейный результат, то назначается дополнительная минута до «золотого» укола.
Женщины
| Соревнование          | Спортсмены           | 1/32 финала             | 1/16 финала           | 1/8 финала            | Четвертьфинал         | Полуфинал             | Финал                 | Место |
| Соревнование          | Спортсмены           | Соперник Результат      | Соперник Результат    | Соперник Результат    | Соперник Результат    | Соперник Результат    | Соперник Результат    | Место |
| --------------------- | -------------------- | ----------------------- | --------------------- | --------------------- | --------------------- | --------------------- | --------------------- | ----- |
| индивидуальная рапира | Лубна Аль-Омаир (35) | BRAТ. Рошел (30) П 0:15 | завершила выступление | завершила выступление | завершила выступление | завершила выступление | завершила выступление | 35    |